# Хеоті
Хеоті (груз. ხეოთი) — село в Грузії.
За даними перепису населення 2014 року в селі проживає 255 осіб.